# Неприятности с Хари
„Неприятности с Хари“ (на английски: The Trouble with Harry) е американска черна комедия от 1955 г., режисирана от Алфред Хичкок, с участието на Едмънд Гуен, Джон Форсайт, Милдред Натуик и Шърли Маклейн в главните роли. Филмът се базира на романа на английския писател Джак Тревър Стори – „The Trouble with Harry“, като филмовия сценарий е написан от Джон Майкъл Хейъс.

## Сюжет
Внимание:  Текстът по-долу разкрива сюжета на произведението (или части от него)!
Във филма „Неприятности с Хари“ събитията се развиват около трупа на Хари Уорп, който е намерен в гората. Веднага няколко от жителите на съседното село решават, че те са виновни за смъртта на Хари. Така например, капитан Албърт Уайлс (Едмънд Гуен) е стар морски вълк в оставка, който се натъква на трупа на Хари, докато е на лов за зайци и решава, че го е застрелял по погрешка. Дженифър Роджърс (Шърли Маклейн) е бившата съпруга на мъртвеца. Тя го е прогонила от дома си, но той се завръща след дългогодишно отсъствие и тя го удря по главата с бутилка мляко. Зашеметен, Хари налетява на старата мома мис Айви Грейвли и в последвалото сборичкване тя го ударя с обувката си по главата.
В противовес на традиционната криминална загадка, филмовите герои вместо да отстояват невинността си, са убедени че именно те са отговорни за смъртта на Хари. Те не могат да решат какво да правят с тялото – да съобщят за него в полицията или тайно да го погребат. Това довежда до неколкократното погребване и изравяне на Хари.
Сам Марлоу (Джон Форсайт) от своя страна е талантлив художник-модернист, който се оказва замесен в неколкократното заравяне и изравяне на трупа, като междувременно успява и да се влюби в младата вдовица Дженифър. Шерифът Уигс започва да подозира, че Сам Марлоу крие нещо. Развръзката е щастлива – доктор Грийнбоу установява, че Хари е починал от сърдечен пристъп, и Сам може да се ожени за Дженифър.

## В ролите
| Актьор         | Роля                 |
| -------------- | -------------------- |
| Едмънд Гуен    | капитан Албърт Уайлс |
| Джон Форсайт   | Сам Марлоу           |
| Милдред Натуик | мис Айви Грейвли     |
| Шърли Маклейн  | Дженифър Роджърс     |
| Милдред Данок  | мисис Уигс           |
| Джери Матърс   | Арни Роджърс         |
| Роял Дено      | шериф Калвин Уигс    |
| Паркър Фенели  | милионер             |
| Бари Маколъм   | скитник              |
| Дуайт Марфийлд | доктор Грийнбоу      |

## Камео на Алфред Хичкок
Алфред Хичкок се появява в камео роля – минава по пътя покрай колата на милионера.

## Галерия
- Едмънд Гуен
- Джон Форсайт
- Шърли Маклейн
- Милдред Натуик

## Награди и номинации
| Награди                                                                       | Награди                        | Награди                                | Награди                 |
| Награда                                                                       | Категория                      | Име                                    | Резултат                |
| ----------------------------------------------------------------------------- | ------------------------------ | -------------------------------------- | ----------------------- |
| Златен глобус (Golden Globe Award) – 1955                                     | Най-добър дебют на актриса     | Шърли Маклейн                          | награда „Златен глобус“ |
| Награди на Британската академия за филмово изкуство (BAFTA Film Award) – 1957 | Най-добър филм                 | „Неприятности с Хари“                  | номинация               |
| Награди на Британската академия за филмово изкуство (BAFTA Film Award) – 1957 | Най-добра чуждестранна актриса | Шърли Маклейн                          | номинация               |
| Награди на Гилдията на американските режисьори (DGA Award) – 1957             | Най-добър режисьор             | Алфред Хичкок за „Неприятности с Хари“ | номинация               |